# South Africa International 2008
Die South Africa International 2008 im Badminton fanden vom 4. bis zum 7. Dezember 2008 in Kapstadt statt.

## Sieger und Platzierte
| Disziplin    | Gold                          | Silber                           | Bronze                       |
| ------------ | ----------------------------- | -------------------------------- | ---------------------------- |
| Herreneinzel | Daniel Paiola                 | Roelof Dednam                    | Rowen Brown                  |
| Herreneinzel | Daniel Paiola                 | Roelof Dednam                    | Jacob Maliekal               |
| Dameneinzel  | Stacey Doubell                | Kerry-Lee Harrington             | Chantal Botts                |
| Dameneinzel  | Stacey Doubell                | Kerry-Lee Harrington             | Debbie Godfrey               |
| Herrendoppel | Dorian James Willem Viljoen   | Chris Dednam Roelof Dednam       | Ian Edwards Jacob Maliekal   |
| Herrendoppel | Dorian James Willem Viljoen   | Chris Dednam Roelof Dednam       | Rowen Brown Brent James      |
| Damendoppel  | Jade Morgan Annari Viljoen    | Chantal Botts Michelle Edwards   | Magda Le Roux Julia Steyn    |
| Damendoppel  | Jade Morgan Annari Viljoen    | Chantal Botts Michelle Edwards   | Debbie Godfrey Lydia Godfrey |
| Mixed        | Chris Dednam Michelle Edwards | Stephan Beeharry Shama Aboobakar | Willem Viljoen Jade Morgan   |
| Mixed        | Chris Dednam Michelle Edwards | Stephan Beeharry Shama Aboobakar | Dorian James Annari Viljoen  |